# Express Bus Terminal (metropolitana di Seul)

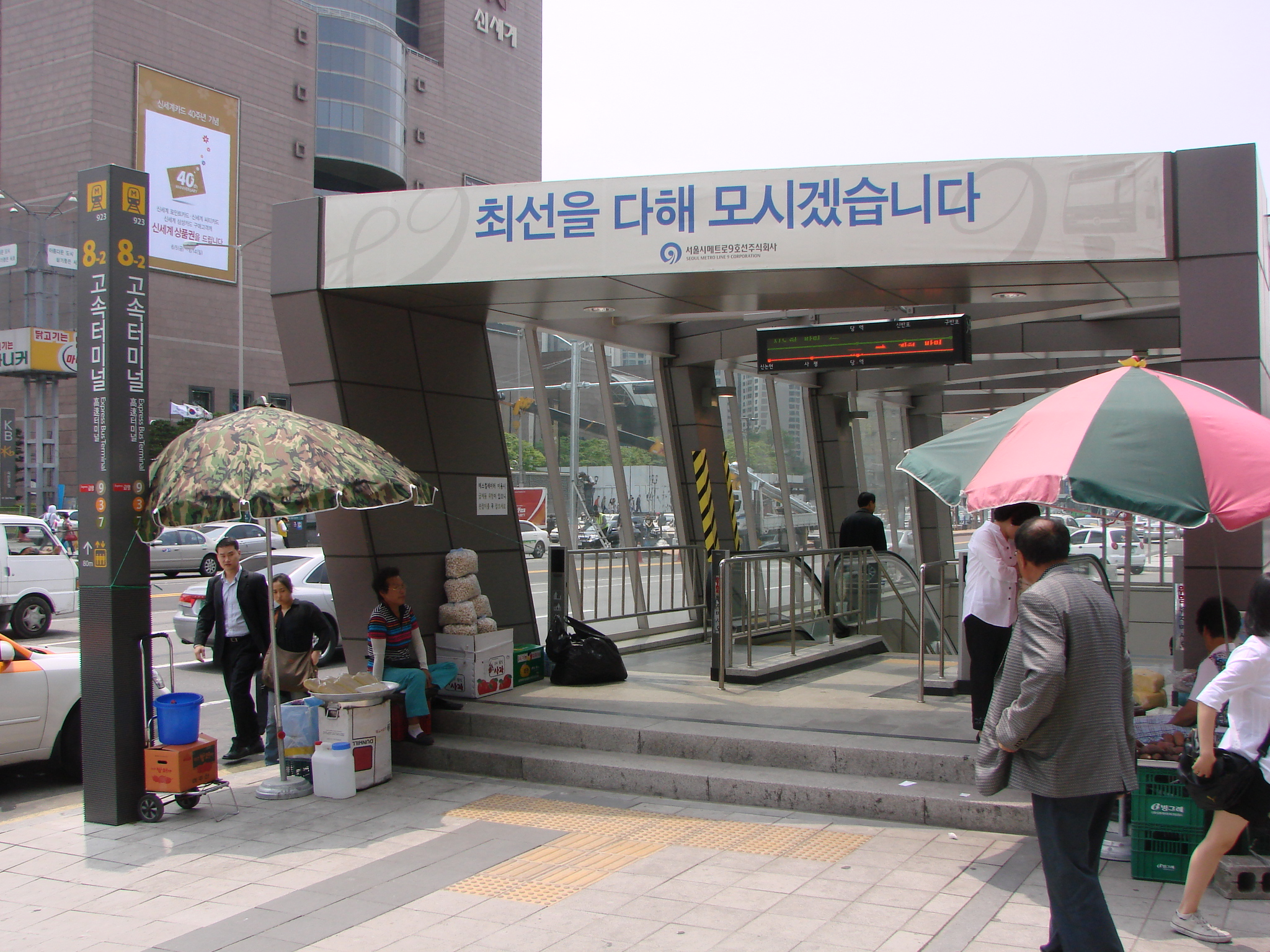
Uno degli ingressi in superficie della linea 9

Express Bus Terminal (고속터미널역?, 高速터미널譯?, Gosok teomineol-yeokLR; Autostazione extraurbana) è un'importante stazione della metropolitana di Seul servita dalle linee 3, 7 e 9. Nella stazione in sotterranea si trova un'enorme area commerciale con oltre 1000 negozi, dai vestiti ai fiori all'elettronica.

## Linee
Seoul Metro
● Linea 3 (Codice: 339)
● Linea 7 (Codice: 734)
Seoul Metro Line 9 Corporation
● Linea 9 (Codice: 923)

## Struttura
La stazione è interamente sotterranea, per tutte e tre le linee. Al primo piano interrato è presente il mezzanino, con diversi negozi, emettitrici di biglietti e altri servizi. La linea 3 (arancione) ha un andamento nord-sud e si trova al secondo piano interrato, e alle estremità delle banchine sono presenti perpendicolarmente quelle delle linee 9 (a nord, al quarto piano interrato) e 7 (a sud, terzo piano interrato). Tutte le linee dispongono di porte di banchina.
Linea 3
| Direzione centro/Daehwa | ● Linea 3 | per Jongno 3-ga, Gupabal e Daehwa |
| Direzione Ogeum         | ● Linea 3 | per Yangjae, Dogok, Suseo e Ogeum |

Linea 7
| Direzione Jangam            | ● Linea 7 | per Gunja, Taereung-ipgu e Jangam,                                |
| Direzione Bupyeong-gucheong | ● Linea 7 | per Isu, Daerim, Gasan Digital Complex, Onsu e Bupyeong-gucheong, |

Linea 9
| Direzione Gaehwa      | ● Linea 9 | per Noryangjin, Dangsan, Gimpo Aeroporto, Gaehwa |
| Direzione Sinnonhyeon | ● Linea 9 | per Sapyeong e Sinnonhyeon                       |

## Stazioni adiacenti
| «         | Servizio | »            |
| Linea 3   | Linea 3  | Linea 3      |
| --------- | -------- | ------------ |
| Jamwon    | -        | Gyodae       |
| Linea 7   |          |              |
| Bampo     | -        | Naebang      |
| Linea 9   |          |              |
| Sin-Bampo | Locale   | Sapyeong     |
| Bampo     | Espresso | Sin-Nonhyeon |